# Partito della Costituzione (Egitto)

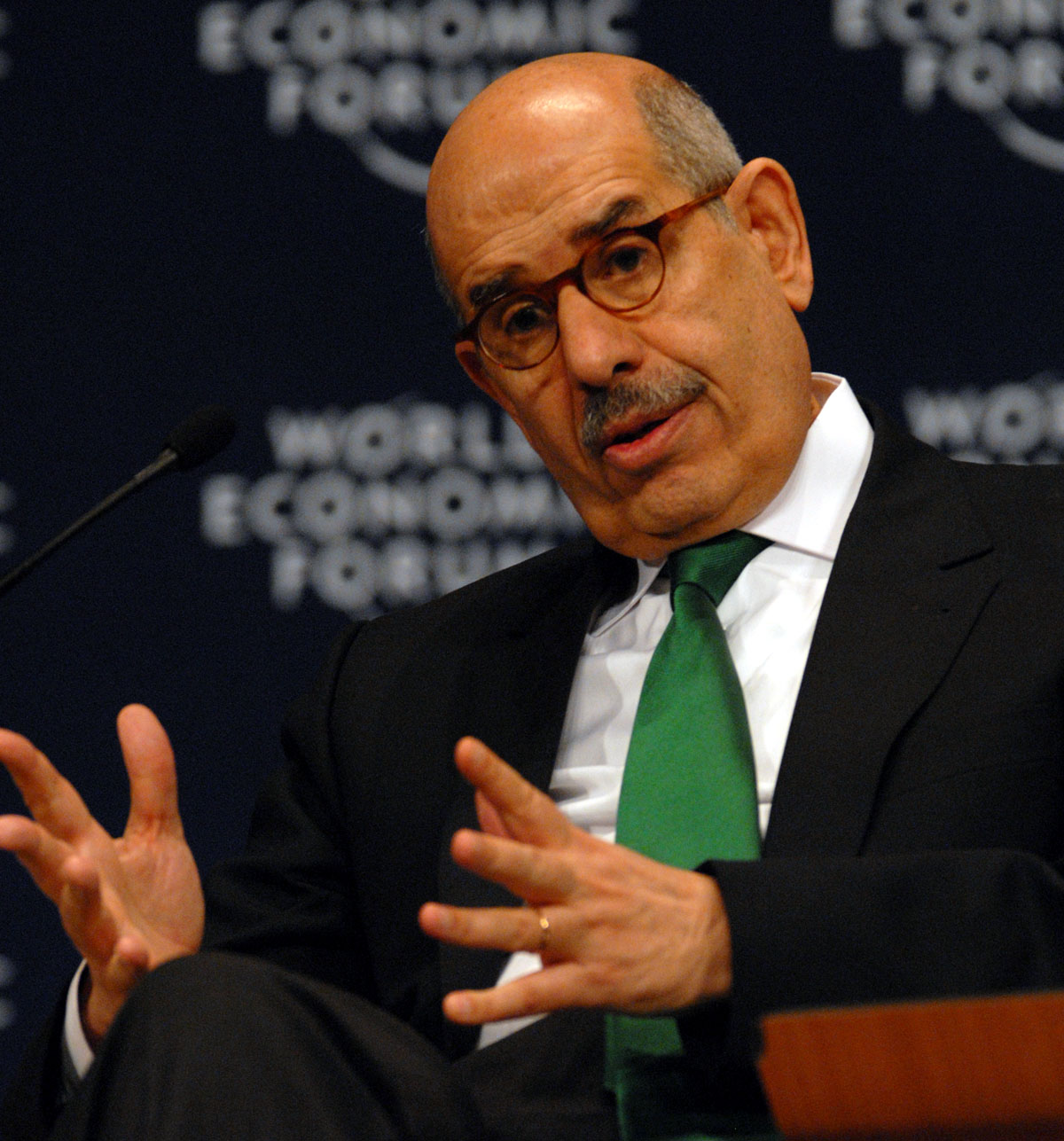
Muhammad al-Barādeʿī, fondatore del partito

Il Partito della Costituzione (in arabo حزب الدستور, traslitterato come Ḥzb al-Dstwr o Hizb el-Dostour, e conosciuto in inglese anche come Al Dostour Party) è un partito politico egiziano, fondato il 28 aprile 2012 dal premio Nobel Muhammad al-Barādeʿī.

## Storia
Il Partito della Costituzione è stato fondato da Muhammad al-Barādeʿī il 28 aprile 2012.
A seguito del golpe del 2013, al-Barade'i è stato inizialmente indicato come Primo ministro dell'Egitto, ma è infine stato nominato, il 9 luglio, Vicepresidente.

## Ideologia
Si presenta come un catch-all party, che difende la rivoluzione del 2011 e che si rivolge in particolare ai giovani; tra i membri del partito ci sono molti liberali, persone di sinistra, e anche salafiti.
È considerato in generale un partito liberale.